# Pierce the Veil
I Pierce the Veil sono un gruppo post-hardcore statunitense proveniente da San Diego (California). Il gruppo è stato formato nel 2006 dai fratelli Vic e Mike Fuentes. Gli altri membri della band includono Tony Perry (chitarra solista) e Jaime Preciado (bassista e cori).

## Storia del gruppo

### Primi anni eA Flair for the Dramatic(2006-2009)
I Pierce the Veil sono stati fondati nel 2006 dai fratelli Mike e Vic Fuentes, dopo l'abbandono del loro precedente gruppo Before Today. I fratelli continuano a scrivere canzoni insieme per tentare di registrare un nuovo disco. Sempre sostenuti dalla loro etichetta la Equal Vision Records, riescono a scrivere e a registrare un intero album a Seattle, Washington, con il produttore Casey Bates. I fratelli pubblicano A Flair for the Dramatic il 26 giugno 2007 sotto un nuovo nome, "Pierce the Veil", che deriva da un testo del loro vecchio gruppo Before today, "a celebration of an ending". Subito dopo annunciano l'ingresso dei membri Tony Perry alla chitarra e di Jaime Preciado al basso. La canzone "I'd rather die than be famous" proveniente dall'album finisce nel gioco Tony Hawk's Proving Ground. 

Il gruppo suona energicamente per i 3 mesi successivi l'uscita di A Flair for the Dramatic, Suonando con gruppi come: A Day to Remember, Chiodos, From First to Last, Emery, The Devil Wears Prada e Mayday Parade. Nel novembre del 2007 suonano una data al Vans Warped Tour 2007 riuscendo ad essere selezionati per l'edizione del 2008. Suonano anche al bamoozle Left nel 2008. Nel loro primo tour personale chiamato "The Delicious Tour", ad aprire ai Pierce the Veil ci sono gruppi come Breathe Carolina, Four Letter Lie e Emarosa. Finiscono il tour suonando insieme ai Bring Me the Horizon, Thursday, Four Year Strong e Cancer Bats al Taste of Chaos 2009.

Vic e Mike con Ayrton Jara confermano la creazione del "supergruppo" Isles & Glaciers, e a loro si uniscono il cantante Craig Owens (cantante) dei D.R.U.G.S., e Jonny Craig dei Dance Gavin Dance, precedentemente cantante degli Emarosa. Il supergruppo pubblica il primo EP intitolato The Hearts of Lonely People il 9 marzo 2010.

### I tre album successivi e l'abbandono di Mike Fuentes (2010-2017)
Selfish Machines, secondo album in studio, è stato pubblicato nel 2010 dalla Equal Vision.
Il loro terzo album, Collide with the Sky, è stato pubblicato il 17 luglio 2012, il primo sotto l'etichetta Fearless Records.
Con la stessa casa hanno inciso anche Misadventures, uscito il 13 maggio 2016.
Nel 2017 il batterista Mike Fuentes è stato accusato di violenze sessuali, in seguito alle quali è uscito dalla band. Il gruppo ha annullato il tour previsto insieme agli All Time Low per l'anno successivo.

### Il silenzio e il quinto album (2018-presente)
Dopo un silenzio discografico durato cinque anni, il 10 febbraio 2023 esce l'album The Jaws of Life.

## Formazione
Attuale
- Vic Fuentes – voce, chitarra ritmica, tastiere, pianoforte (2006-presente); chitarra solista, basso (2006-2007)
- Tony Perry – chitarra solista (2007-presente)
- Jaime Preciado – basso, cori (2007-presente)

Turnisti
- Loniel Robinson – batteria (2022-presente)
- Jesse Barrera – chitarra solista (2015)

Ex componenti
- Mike Fuentes – batteria (2006-2017); programmazione (2006-2007)

## Discografia

### Album in studio
- 2007 – A Flair for the Dramatic
- 2010 – Selfish Machines
- 2012 – Collide with the Sky
- 2016 – Misadventures
- 2023 – The Jaws of Life

### Singoli
- 2010 – Caraphernelia (feat. Jeremy McKinnon)
- 2010 – Bulletproof Love
- 2011 – Just the Way You Are (cover di Bruno Mars)
- 2012 – King for a Day (feat. Kellin Quinn)
- 2012 – Bulls in the Bronx
- 2012 – Hell Above
- 2015 – The Divine Zero
- 2016 – Texas Is Forever
- 2016 – Circles
- 2022 – Pass the Nirvana
- 2022 – Emergency Contact
- 2023 – Even When I'm Not with You

### Partecipazioni a compilation
- 2010 – Punk Goes Classic Rock, con (Don't Fear) The Reaper (cover dei Blue Öyster Cult)
- 2011 – Punk Goes Pop 4, con Just the Way You Are (cover di Bruno Mars)

## Videografia
Documentari
- 2013 – This Is a Wasteland